# Gibberula punctilum
Gibberula punctilum là một loài ốc biển nhỏ, là động vật thân mềm chân bụng sống ở biển trong họ Marginellidae, sometimes instead placed trong họ Cystiscidae.

## Phân bố
Đây là loài đặc hữu của São Tomé và Príncipe.